# Бытошевский стекольный завод
Бытошевский стекольный завод — ОАО «Бытошевский стекольный завод — Кварцит» (сокращенное название — ОАО «Кварцит стеклозавод») — промышленное предприятие в посёлке Бытошь Брянской области.

## История
Построен в 1911 году на берегу реки Ветьмы В.К. Мельниковым, в 1913 году вошёл в состав Акционерного общества Мальцевских заводов.
Основной профиль завода — производство обработанного прокатного, тянутого, литого, выдутого стекла в листах со шлифованной или полированной поверхностью стекла, а также выпуском стекла с декорированной поверхностью и стеклоблоков, силикатов глыбы и стеклопакетов.
В 2012 году был признан банкротом и закрыт.

## Продукция
- Стекло оконное;
- Стекло приборное;
- Силикат глыбы;
- Стекло мебельное;
- Витражи.

## Производство (цеха)
- составной цех;
- цех по производству стекла для окон и мебели;
- упаковочный цех.

## Адрес
242670, Россия, Брянская область, Дятьковский район, поселок Бытошь, улица Первомайская, дом 1а